# Fulls de processos de Mecanitzat
El full de procés és un document que recull les tasques o passos que s'han de realitzar per completar un treball. El full de procés d'una peça és un full informatiu en què es recullen totes les característiques necessàries per a la seva fabricació, operacions a realitzar i la seva seqüència de treball, tractats de forma seqüencial, i amb un procés lògic i estudiat de fabricació, màquines que intervenen en la seva mecanització, estris que s'han d'utilitzar i les seves característiques.
Segons el tipus d'empresa i quin producte es fabriqui o es treballi, els fulls de procés poden variar uns dels altres quant a forma i contingut, encara que bàsicament tenen la mateixa funció d'informar dels passos que s'han de seguir per fabricar una peça al taller des que s'agafa el material en brut fins que s'acaba.

## Característiques
Tots els fulls de procés han de tenir: 
- El pla de la peça.
- Número de fase.
- Operacions a realitzar.
- Màquines a utilitzar.
- Estris.
- Temps necessari.
- Material.
- Un caixetí amb les dades.